# South Valley (Nuovo Messico)
South Valley è un census-designated place (CDP) degli Stati Uniti d'America della contea di Bernalillo nello Stato del Nuovo Messico. La popolazione era di 40,976 persone al censimento del 2010. Fa parte dell'area statistica metropolitana di Albuquerque. Lo United States Postal Service utilizza "Albuquerque" per tutti gli indirizzi di South Valley (ZIP code 87105).

## Geografia fisica
South Valley è situata a 35°01′N 106°41′W.
Secondo lo United States Census Bureau, ha un'area totale di 30,1 miglia quadrate (77,9 km²).

## Società

### Evoluzione demografica
Secondo il censimento del 2000, c'erano 40,976 persone.

### Etnie e minoranze straniere
Secondo il censimento del 2010, la composizione etnica del CDP era formata dal 59,5% di bianchi, l'1,2% di afroamericani, il 2,2% di nativi americani, lo 0,4% di asiatici, lo 0,0% di oceanici, il 32,7% di altre razze, e il 4,0% di due o più etnie. Ispanici o latinos di qualunque razza erano l'80,2% della popolazione.